# Bradysia joffrei
Bradysia joffrei is een muggensoort uit de familie van de rouwmuggen (Sciaridae). De wetenschappelijke naam van de soort is voor het eerst geldig gepubliceerd in 1918 door Pettey.